# Antoni Rozwadowski (duchowny)
Antoni Rozwadowski herbu Trąby (ur. 1786 r., zm. 20 marca 1871 w Krakowie) – polski duchowny katolicki.

## Życiorys
Od 1834 roku kanonik katedralny w Krakowie. Był także posłem do Zgromadzenia Reprezentantów Wolnego Miasta Krakowa. W czasie powstania w 1846 roku minister spraw duchownych i religijnych. W okresie Wiosny Ludów członek Komitetu Obywatelskiego i Komitetu Narodowego. Współpracował z księdzem Kajsiewiczem podczas jego pobytu w Krakowie. W 1848 roku wybrany na radnego Krakowa. W dniu 20 września 1860 roku ksiądz prałat Antoni Rozwadowski przyjechał z Krakowa aby poświęcić nowy pałac Potockich w Krzeszowicach.